# Conqueror A.D. 1086
Conqueror A.D. 1086 est un jeu de stratégie qui se déroule en 1086, en Angleterre, à l'époque de Guillaume le Conquérant. Il a été développé par Software Sorcery et édité par Sierra On-Line en 1995.
Le joueur incarne un seigneur médiéval qui doit s'imposer avant ses 30 ans, soit en renversant le roi, soit en tuant le dragon qui terrorise le pays.

## Système de jeu
Le joueur peut commencer la partie en choisissant un personnage pré-tiré âgé de 18 ans, ou un personnage âgé de 12 ans aux caractéristiques définies aléatoirement (force, dextérité, piété, endurance, honneur, fortune). Dans ce dernier cas, le joueur doit répondre à une série de dilemmes moraux censés survenir entre 12 et 18 ans ; chaque réponse modifie les caractéristiques du personnage.
À 18 ans, le joueur obtient un fief, un équipement sommaire, et une poignée de shillings.
Le jeu mélange alors des éléments :
- de gestion générale du fief (finances, fermages, villages, forêts, châteaux, armées),
- de vie quotidienne (joutes, cour aux demoiselles, achats d'armes et d'armures chez le forgeron, emprunts à un usurier, discussions à l'auberge, visites à l'église),
- d'engagements directs et dangereux durant des combats et des guerres.